# 学糾法廷
『学糾法廷』（がっきゅうほうてい）は、原作：榎伸晃、漫画：小畑健による日本の漫画作品。
小学校内で起こった問題を、裁判で解決することをテーマとした推理漫画作品である。読切版では原作者の榎が作画も行っていたが、連載化の際に「君（榎）の絵じゃ厳しい」という判断をされ、作画は小畑が担当する事になった。
『週刊少年ジャンプ』（集英社）にて、2015年1号から2015年24号まで21話を掲載後、『少年ジャンプ+』（集英社）2015年26号にて22話（最終話）が掲載された。単行本は全3巻。3巻には、『ジャンプLIVE』（集英社）第1号に掲載された読切版『学糾法廷』(漫画：榎伸晃)が収録されている。

## あらすじ
教育現場で起きる問題を子供達の手で解決させるために、政府が「学級法廷制度」を実施している世界。向日葵私立天秤小学校で「スズキ君バラバラ殺人事件」が起きたことにより、その学校に弁護士の一面を持つ犬神暴狗という少年と、検事の一面を持つ判月鳳梨という少女が転校してくる。
その小学校の児童である七星てんとも物語の中核の一人として、「スズキ君バラバラ殺人事件」をはじめとした小学校で次々に起こる問題を学級会を通じて解決に導いていく。

## 登場人物

### 主要人物
犬神暴狗（いぬがみアバク）
本作の主人公。天秤小学校6年3組に転校してきた小学生弁護士。12歳。荒々しい口調を用いる。
趣味は「論破」。これは実際は屁理屈に近いが、第1話で担任の秋元は彼の勢いに押され、まんまと言いくるめられてしまった。
「神の舌を持つ」と言われる『三舌（さんぜつ）』の１人で、『血の学級会』の生き残り。かつては「小学生の刑務所」との異名を持つ「鬼ヶ島小学校」にいた。
七星てんと（ななほしてんと）
天秤小学校6年3組の生徒。12歳。
「スズキ君事件」の際に、犬神に弁護してもらい、それがきっかけで仕事の手伝いをするようになる。性格は気弱で、クラスでは「いきもの係」として魚のスズキ君の世話をしていた。学級会後は、自分の弁護をしてくれた犬神の助手を務める。
クラスメートのアイリンのファン。実は、『血の学級会』の４人目の生き残り。
判月鳳梨（はんづきパイン）
アバクと同じく天秤小学校6年3組に転校してきた美少女検事。12歳。法曹界で有名な判月財閥の令嬢。
犬神とは度々衝突している。自称「美少女検事セーラーパイン」。好きなプリキュアは「キュアピース」。
猿飛虎太郎（さるとびこたろう）
天秤小学校6年3組に転校してきた弁護士。
犬神と同じ『三舌』（さんぜつ）の１人で、忍者の里出身（本人談）。法廷では忍術を活かした徹底的な証拠集めが得意。『血の学級会』の生き残りで、「鬼ヶ島小学校」に通っていた過去をもつ。
喜嶋ゆい（きじまゆい）
検事。
犬神と同じ『三舌』（さんぜつ）の１人で、“拷問検事”と呼ばれている。『心裸万象（フルムーン・スコープ）』という読心能力を持つ。『血の学級会』の生き残りで、「鬼ヶ島小学校」に通っていた過去をもつ。

### 6年3組
秋元茜（あきもとあかね）
6年3組担任教師。新任。
「スズキくんバラバラ殺人事件」の真犯人であり、学級会の判決では『廊下の雑巾がけ100往復』の刑に処される。生徒であるてんとに罪をなすりつけていたが懲戒免職にもならず、その後も担任を続けている。
東出秀一（ひがしでしゅういち）
6年3組の学級委員長でクラス一番の秀才。
「東出秀一カンニング事件」の被告人として、「成績オール1」を求刑される。
実は「子ども警察」の潜入捜査官。
魚澄泳介（うおずみえいすけ）
てんとの友達。
『美少女アイドル小鳥遊愛莉盗撮事件』の容疑をかけられる。
小鳥遊愛莉（たかなしあいり）
6年3組の生徒。超人気のアイドル小学生。通称「アイリン」。
畠山邦子（はたけやまくにこ）
6年3組の生徒。アイリンの友人。
学級会の判決により、『今後１ヵ月給食のデザート類全てを小鳥遊愛莉に献上』の刑に処される。
白鳥麗子（しらとりれいこ）
6年3組の生徒。天秤小のマドンナ。
『仮面の男』の容疑がかけられる。
中山貴理子（なかやまきりこ）
6年3組の生徒。クラスNo.2の才女。
「東出秀一カンニング事件」の真犯人であり、学級会の判決では、『百字帳百ページ“努力”の２文字でうめる』の刑に処される。動機は東出への嫉妬であり、「成績オール1」を求刑された彼と違い、軽い罰で終わっている。
朝青子（あさあおこ）
6年3組の生徒。中山さんの腹心。巨女。
田中（たなか）
6年3組の生徒。
マジカルパウダーの禁断症状により倒れる。犬アレルギー。
黒田（くろだ）
6年3組の生徒。
「マジカルハッピー（の粉）密売事件」の真犯人である『仮面の男』。学級会の判決により、『鬼ヶ島小学校への転校、執行猶予9ヵ月付き』の刑に処される。お菓子の粉を売りさばいていただけにもかかわらず、刑務所行きに等しい重い判決を下される。
山田里美（やまださとみ）
6年3組の生徒。牧場の娘。巨乳で癒し系No.1。通称「さとやん」。
松岡（まつおか）
6年3組の生徒。体育委員。
稲川淳子（いながわじゅんこ）
6年3組の生徒。無類の怪談好き。通称「稲子」。

### その他
温水洋一郎（ぬくみずよういちろう）
学級会専門の裁判官。5歳。通称「ベビー」。モデルは温水洋一。
半月雷池（はんげつらいち）
判月パインの父親。42歳、検事。自称「ライチパパ」。
呂律松（ろりまつ）
判月パインの付き人。
パインのことを「姫」と呼んでいる。また、パインに合わせて「タキシード呂律松」に変身する。
真笠坂道（まかささかみち）
学級法廷協会会長。92歳。
かつて、文部科学省長官として“学級法廷制度”を作った。鬼ヶ島小学校では犬神たちの教官をしていた。

## 単行本
- 原作：榎伸晃、漫画：小畑健、『学糾法廷』 集英社〈ジャンプコミックス〉 全3巻

1. 「スズキ君バラバラ殺人事件」2015年5月6日発売、ISBN 978-4-08-880415-6
2. 「民事裁判編」2015年7月8日発売、ISBN 978-4-08-880430-9
3. 「終わりの始まり」2015年8月9日発売、ISBN 978-4-08-880466-8